# The Doraemons: Mushimushi pyonpyon daisakusen!
The Doraemons: Mushimushi pyonpyon daisakusen! és un curtmetratge del 1998 protagonitzat pel grup dels Doraemons, i que fou emesa per À Punt amb el nom Doraemon, la gran missió dels insectes. A la versió de Televisió de Catalunya, s'anomena Els Doraemons a la missió dels insectes.

## Trama
Per ser promocionats en el seu curs de formació, els Doraemons han de superar un examen concret: han de ser dipositats al centre d'un bosc, sense mapes i amb l'obligació de no utilitzar Chusky. L'objectiu és arribar al camp base abans del vespre, en cas contrari hauran fracassat. Els Doraemons s'enfrontaran a diversesvicissituds i arribaran lleugerament després del termini establert, però també gràcies al testimoni d'algunes xicones que havien ajudat durant l'aventura, seran igualment promoguts i podran celebrar-ho.

## Distribució
La pel·lícula es va projectar als cinemes japonesos el 7 de març de 1998, juntament amb Doraemon: Nobita no nankai daibōken i Kaettekita Doraemon. Va recaptar més de dos mil milions de iens.
El títol internacional del curtmetratge és The Great Operating of Springing Insects.